# Indumentaria en la Edad Media

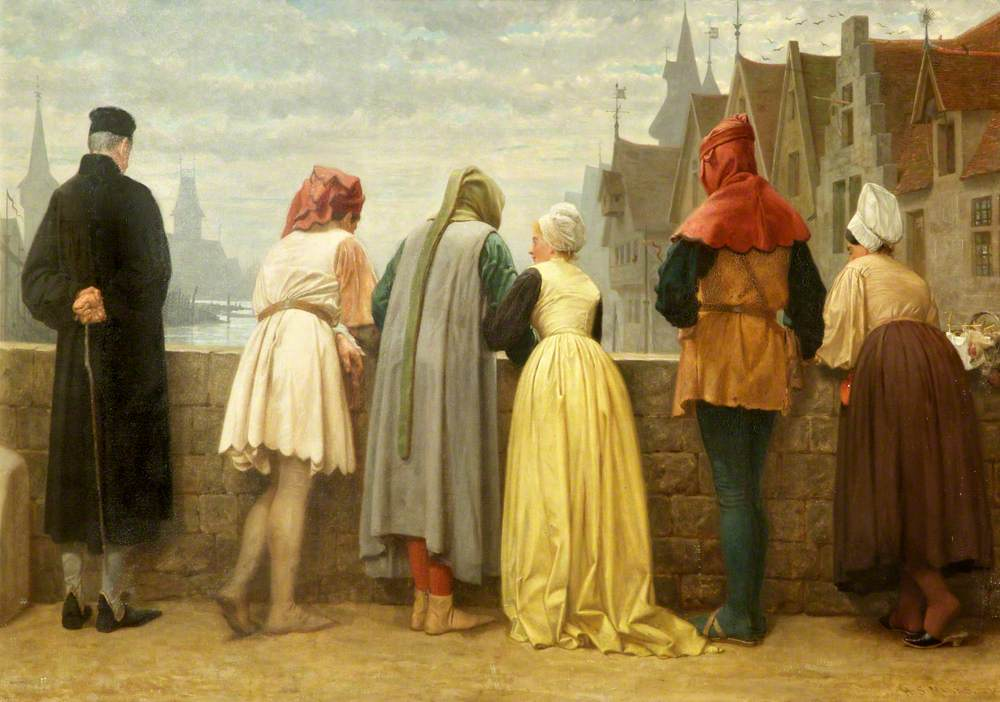
Vestimenta europea septentrional hacia el siglo

La indumentaria en la Edad Media en Occidente estuvo en cierta medida determinada por el fenómeno del cristianismo y sus tabúes, las innovaciones en el vestir aportadas por los pueblos de la invasiones bárbaras y musulmanas, y la evolución del vestido romano y bizantino.
De forma paulatina el uso de la toga romana fue desapareciendo en la Edad Media y se extendió el uso de las túnicas y las primitivas «bracca» bárbaras (especie de pantalones ajustados al cuerpo, hechos de piel de animal) dio paso a las calzas-bragas (precedente de pantalones, medias, leotardos, etc.) sujetas desde el tobillo a la rodilla por medio de correas entrelazadas o ajustadas hasta la cintura e incluyendo el pie en la prenda. También evolucionaron las capas, mantos y manteos en los varones y las sayas y los tocados en las mujeres.

## Influencia bizantina
La moda bizantina supuso el puente con Europa del fasto oriental de las amplias ropas y anchos mantos bordados de plata y pedrería, muy en boga durante la época carolingia para trajes de ceremonia, en tanto el pueblo limitaba su atavío a calzas o bragas, sayos, túnicas y su manteos, que los visigodos llamaban striges cuando era fina y listada y borda si era de tela basta.

## Influencia musulmana
La invasión de los moriscos influyó en la vestimenta de las zonas conquistadas, imponiendo en el vestir los zaragüelles y hábitos casi talares, las fajas y turbantes y demás tocados de inspiración oriental. Las prendas más comunes de procedencia morisca en la Europa mediterránea fueron quizá la aljuba (corta túnica, a manera de gabán ajustado en los brazos y a la cintura y provisto de botones incluso a lo largo de las mangas).

## Indumentaria en la península ibérica

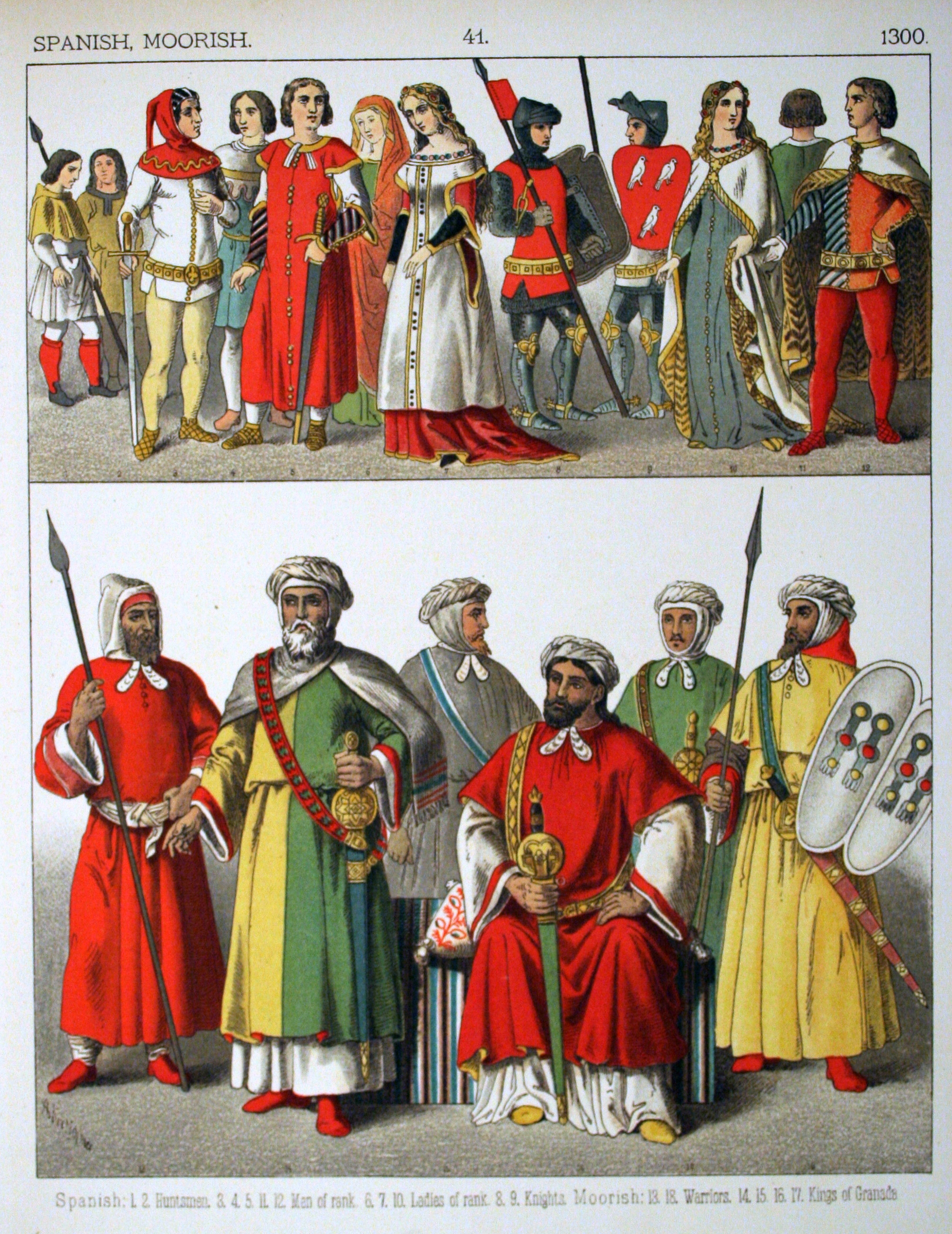
Indumentaria en la península ibérica hacia 1300, según el manual Costumes of All Nations (1882).

Desde el siglo XI, el vestido masculino en la península ibérica, mezclando tipologías orientales con herencias romanas y bárbaras, se caracterizó, en términos muy generales, por dos o tres piezas superpuestas a modo de túnicas (la túnica y la loba o sayo sin mangas, además de la camisa) siendo por lo común la superior de ellas el brial, pieza que en sus diferentes formas se adornaba con bordados y se abrochaba con botones, ajustándose al cuerpo desde la cintura arriba y pendiendo de ésta unos faldones por los lados. Estos faldones (que para algunos, constituyen el verdadero brial) se suprimieron o redujeron notablemente desde mediados del siglo XV quedando el cuerpo superior o jubón solo o con pequeñas faldillas y combinado entonces con las calzas enteras. El bambezo, gunapié, la gonela o gonel y el ciclatón (este último, siempre rico y de gran vuelo) de que nos hablan los documentos de la Edad Media, fueron túnicas talares que se diferenciaban poco y el sobregonel, como indica su nombre era una especie de sobretodo que al admitir una esclavina o un cuello amplio en el siglo XIII, se llamó garnacha, convirtiéndose en gabardina y gabán cuando se hizo más corto y sin esclavina al final del periodo medieval.

## Principales prendas

### Calzas
Desde el siglo vii, se conocieron como calzas término usado en plural, a las prendas de vestir que cubrían la parte inferior del cuerpo humano. Aunque en su origen fueron prendas masculinas, evolucionaron en diversos tipos de pantalón o calzón largo para ambos sexos. Desarrollaron una variada tipología: desde las calzas/bragas hasta la rodilla, o las medias/calzas, desde la rodilaa hasta el pie, hasta modelos de fantasía como las calzas botargas (anchas y largas), las calzas atacadas, o los gregüescos, prototipo de las calzas estofadas (es decir, acuchilladas, abullonadas, acolchadas, picadas, etcétera).

### Prendas de abrigo
Para abrigo y vestidura exterior, se llevaban en la Edad Media diferentes mantos y capas, además de los sobretodos antes nombrados. La principal materia prima de dicho abrigo era la lana. En los primeros siglos, se usó la capa romana abrochada con fíbula por delante o sobre el hombro derecho y también la guasapa o capa con capuchón. Siguió después el albornoz (de imitación arábiga) que era otra capa cerrada hacia el pecho pero abierta y de gran vuelo por abajo y en los últimos siglos de la época se acortaron la capa y los sobretodos que antes llegaban hasta los talones. Y en fin, se usaron otras prendas de que nos dan cuenta los autores del siglo XV, censurando el lujo desmedido.

### Calzado
Para calzado servían según la clase social del sujeto, las antiguas sandalias, los zuecos, los borceguíes y los zapatos muy puntiagudos e incluso las mismas calzas, que a menudo llevaban adheridas al pie unas suelas puntiagudas y largas. Las señoras elegantes calzaban en los siglos XIV y XV altos chapines, especie de chanclos con corcho muy grueso sobre la suela, costumbre que se extendió hasta el siglo XVII.